# Lulet mbledh për hënën
Lulet mbledh për hënën är en låt framförd av den albanska sångerskan Xhensila Myrtezaj. Den är skriven av Perikli Papingji med musik av Genti Lako.
Med låten debuterade Myrtezaj år 2011 i Festivali i Këngës. Hon tävlade i den andra semifinalen som hölls den 27 december 2011 i Pallati i Kongreseve i Tirana. Därifrån tog hon sig vidare till finalen som bestod av 20 bidrag. I finalen framförde hon bidraget som nummer 5, efter Hersiana Matmuja med "Aty ku më le" och före Toni Mehmetaj med "Ëndrra e parë". Myrtezaj fick totalt 8 poäng av domarna, 6 poäng av Robert Rakipllari och 2 av Ndriçim Xhepa vilket räckte till en 13:e plats i tävlingen.

## Cover
Låtens kompositör, Genti Lako, gjorde efter Myrtezajs version av låten en egen med titeln "I dashuri i hënës". Låten hade samma text och musik som originalet men framfördes av Lako med Hersiana Matmuja som bakgrundssångerska.